# Choadony
Choadony, auch in der Schreibweise Tschohdony, war ein Volumenmaß für Öl in Cochin, einer Hafenstadt in der englisch-ostindischen Präsidentschaft Madras.
- 1 Choadony = 24 Maas = 14,1945 Liter